# Can Grannies do donuts?
Can Grannies do donuts? is een uitdaging waarin het Britse autoprogramma Top Gear probeert om vijf oma's donuts te laten doen. De uitdaging werd in seizoen 1 aflevering 3 uitgezonden.
De auto waarin ze dit doen is een Honda S2000 en de persoon die het hen aanleert is de Britse stuntman Russ Swift. Alle oma's slagen erin de donuts te doen en de laatste oma is zelfs 80 jaar oud.
British Leyland did make some good cars after all challenge · Can Grannies do donuts? · Italian mid-engined supercars for less than a second-hand Mondeo challenge · Make a police car for a lot less money than the real police spend on their cars challenge · Top Gear vs The Germans · Where is the best driving road in the world? · White van man challenge · Winter Olympics · Winter Olympics Suzuki Swift Car Icehockey Cha · Winter Olympics Ski Slash Car Jumping Champio